# Holodomor, la grande famine ukrainienne
Pour plus de détails, voir Fiche technique et Distribution.
Holodomor, la grande famine ukrainienne (Bitter Harvest) est un film canadien réalisé par George Mendeluk, sorti en 2017. 
Il s'agit d'un drame romantique sur les événements tragiques en Ukraine soviétique au début des années 1930, lors de Holodomor (famine artificielle organisée par Staline).

## Synopsis
Inspiré par les événements réels, le film raconte l’histoire de deux amoureux, Yuri et Natalka, qui cherchent à survivre lors du génocide qui décime les campagnes ukrainiennes en 1932-1933. Yuri, un jeune peintre, se fait arrêter afin que l’on épargne Natalka, son amour d’enfance. Ayant survécu à l’emprisonnement et aux tortures, il réussit à s’évader et à retrouver sa bien-aimée. À deux, ils parviennent à joindre la résistance indépendantiste ukrainienne.

## Fiche technique
- Titre : Holodomor, la grande famine ukrainienne
- Titre alternatif : Récolte amère
- Titre original : Bitter Harvest
- Réalisation : George Mendeluk
- Scénario : Richard Bachynsky Hoove et George Mendeluk
- Musique : Benjamin Wallfisch
- Producteurs : Ian Ihnatowycz
- Sociétés de distribution : Roadside Attractions, B&H Film Distribution Company, D Films Canada
- Pays de production :  Canada
- Genre : Film dramatique
- Durée : 103 minutes
- Dates de sortie :  
  - États-Unis : 24 février 2017
  - France : 1er mars 2023

## Distribution
- Max Irons : Yuri
- Samantha Barks : Natalka
- Barry Pepper : Yaroslav
- Tamer Hassan : Sergei
- Terence Stamp : Ivan
- Aneurin Barnard : Mykola
- Tom Austen : Taras
- Richard Brake : Medved
- Gary Oliver : Joseph Staline